# 한영광
한영광은 대한민국의 배우이다.

## 출연작

### 영화
- 《어게인》 (2020년) - 김 대표 역
- 《싸움의 기술 2》 (2020년) - 건우 코치 역
- 《19-Nineteen》 (2009년) - 변호사 역
- 《연애, 그 참을 수 없는 가벼움》 (2006년) - 경찰 역
- 《건달 본색》 (2001년) - 정진 역

### 드라마 & 시트콤
- 《애타는 로맨스》 (2017년, OCN)
- 《워킹 맘 육아 대디》 (2016년, MBC)
- 《위대한 조강지처》 (2015년, MBC)
- 《너를 기억해》 (2015년, KBS2) - 스파 관계자 역
- 《달콤한 비밀》 (2015년, KBS2)
- 《청담동 스캔들》 (2014년, SBS) - SS 클럽 요리사 역
- 《그녀의 신화》 (2013년, JTBC) - '알베르토' 런칭쇼 담당 직원 역
- 《주군의 태양》 (2013년, SBS) - 한나 브라운의 전시회 관계자 역
- 《청담동 앨리스》 (2012년, SBS) - 차승조의 프리젠테이션 발표에 질문하는 남자 역
- 《드라마의 제왕》 (2012년, SBS) - 와타나베 켄지의 수하 역
- 《유령》 (2012년, SBS) - 조현민 측 가드 역
- 《추적자 THE CHASER》 (2012년, SBS) - 의류매장 사장 역
- 《신사의 품격》 (2012년, SBS) - 광고주 역
- 《한반도》 (2012년, TV조선)
- 《청담동 살아요》 (2011년, JTBC) - 검사 역
- 《오늘만 같아라》 (2011년, MBC) - 형동 역
- 《천일의 약속》 (2011년, SBS) - 팀장 역
- 《로맨스가 필요해》 (2011년, tvN) - 배성현의 친구 역
- 《신의 퀴즈 2》 (2011년, OCN) - 이경석 역
- 《별순검 시즌 3》 (2010년, MBC 드라마넷) - 하야시 역
- 《미세스타운 - 남편이 죽었다》 (2009년, OCN)
- 《태양을 삼켜라》 (2009년, SBS) - 경찰 역
- 《다함께 차차차》 (2009년, KBS1)
- 《녹색마차》 (2009년, SBS)
- 《내조의 여왕》 (2009년, MBC)
- 《잘했군 잘했어》 (2009년, MBC)
- 《꽃보다 남자》 (2009년, KBS2) - 호스트바 사장 역
- 《하얀 거짓말》 (2008년, MBC)
- 《사랑해, 울지마》 (2008년, MBC)
- 《에덴의 동쪽》 (2008년, MBC)
- 《밤이면 밤마다》 (2008년, MBC)
- 《큰 언니》 (2008년, KBS1)
- 《그 여자가 무서워》 (2007년, SBS)
- 《사랑해도 괜찮아》 (2007년, KBS2)
- 《쩐의 전쟁》 (2007년, SBS)
- 《마녀유희》 (2007년, SBS)
- 《헬로! 애기씨》 (2007년, KBS2) - TOP그룹 로비직원 역
- 《개와 늑대의 시간》 (2007년, MBC)
- 《히트》 (2007년, MBC) - 경찰 특공대 역
- 《하늘만큼 땅만큼》 (2007년, KBS1)
- 《여우야 뭐하니》 (2006년, MBC)
- 《드라마시티 - 내가 만난 108명의 남자》 (2006년, KBS2)
- 《특수수사일지: 1호관 사건》 (2006년, KBS2) - 정석규 역
- 《드라마시티 - 기억이 잠든 사이》 (2006년, KBS2)
- 《얼마나 좋길래》 (2006년, MBC)
- 《미스터 굿바이》 (2006년, KBS2)
- 《열아홉 순정》 (2006년, KBS1)
- 《주몽》 (2006년, KBS1)
- 《그 여자의 선택》 (2006년, KBS2)
- 《소문난 칠공주》 (2006년, KBS2)
- 《불량가족》 (2006년, SBS)
- 《마이걸》 (2005년 ~ 2006년, SBS) - 호텔 관계자 역
- 《영재의 전성시대》 (2005년, MBC)
- 《영웅시대》 (2004년, MBC)
- 《결혼하고 싶은 여자》 (2004년, MBC)
- 《천생연분》 (2004년, MBC)
- 《대장금》 (2003년, MBC)
- 《회전목마》 (2003년, MBC)

## 수상
- MBC 사진영상축전 사진영상모델대회 금상